# Fichtelgebirge

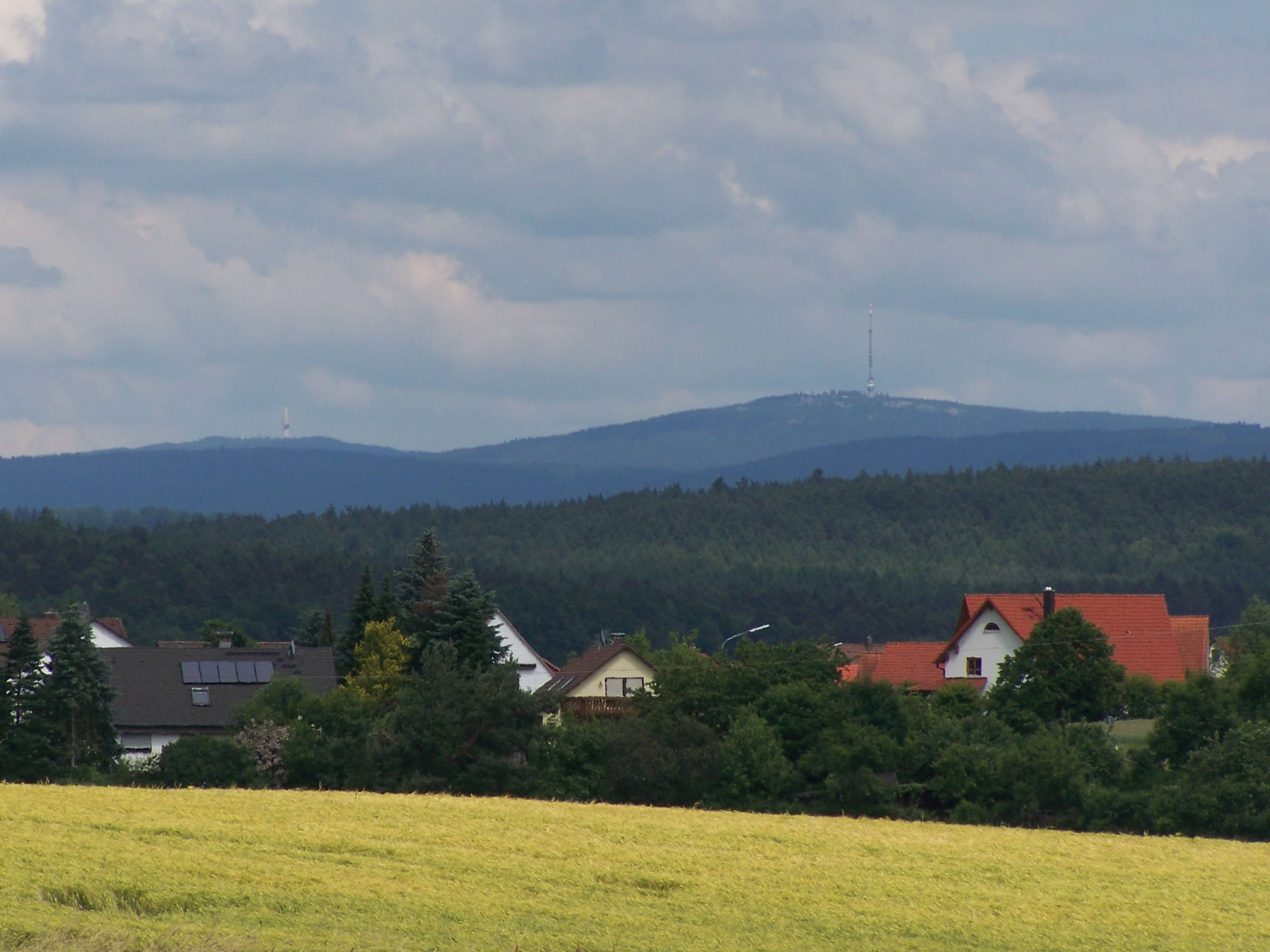
El cim Schneeberg (esquerra) i el Ochsenkopf (dreta), vistos des de Heinersreuth

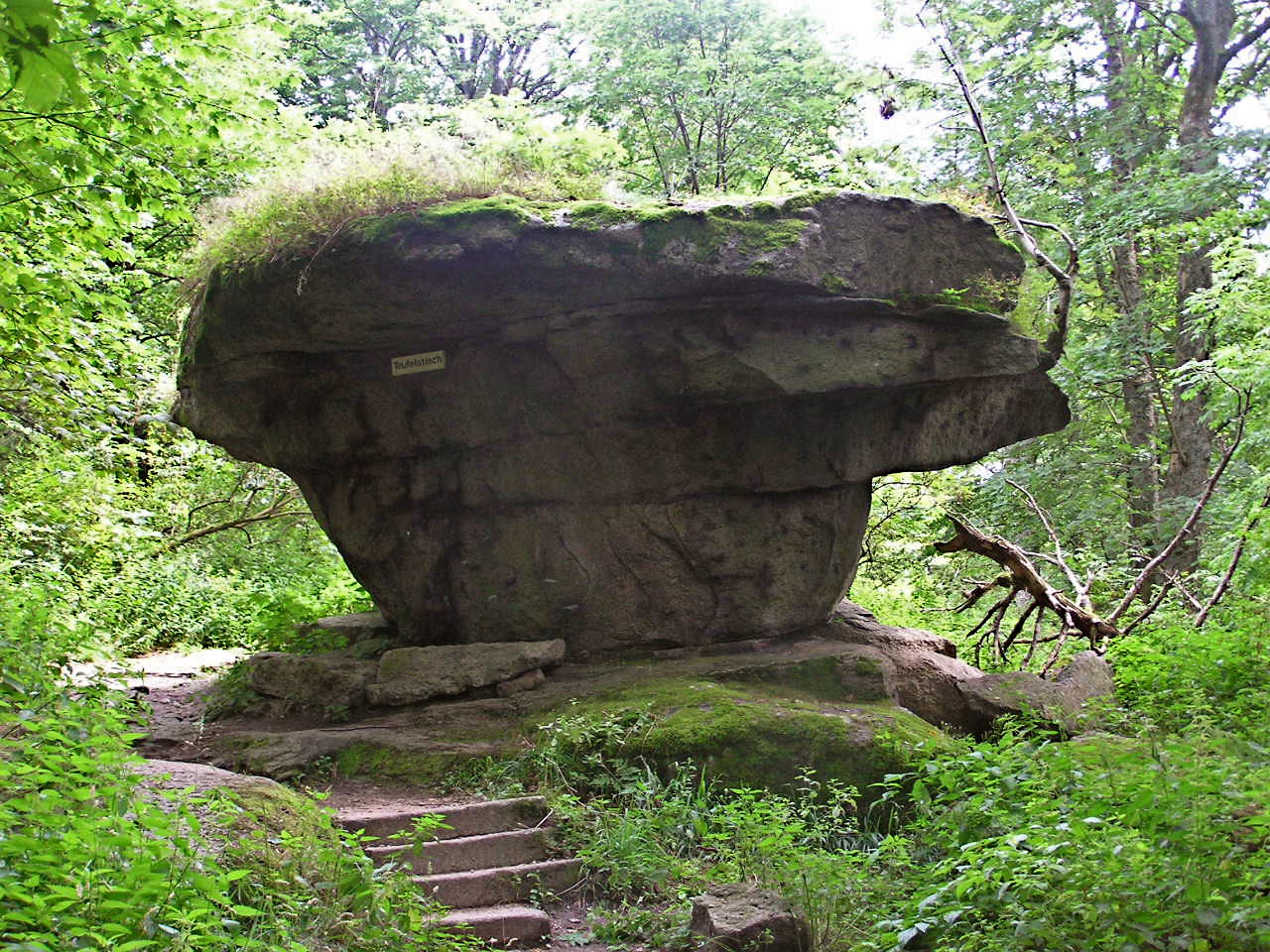
La taula del Dimoni, Teufelstisch, al Gran Waldstein.

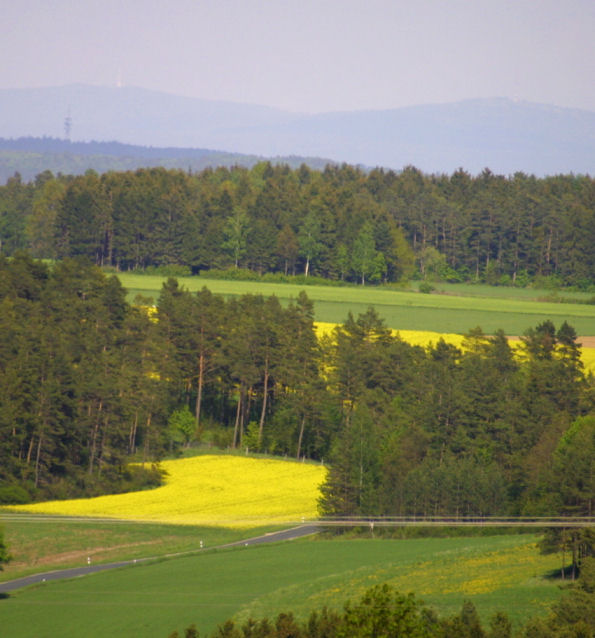
Paisatge característic a les muntanyes Fichtelgebirge.

Les Fichtelgebirge (en alemany significa «Muntanyes dels Avets» o de les pícees; en Idioma txec Smrčiny) és una serralada de muntanyes de la Baviera nord-oriental, Alemanya. Va des de la vall del riu Main fins a la frontera txeca, on hi ha una petita part de la serralada. Continua amb els Muntanyes Metal·líferes en direcció nord-oriental i per la Selva de Bohèmia en direcció sud-est.
La seva muntanya més alta és Schneeberg (1051 m). Els rius que flueixen des del Fichtelgebirge són: el Main Blanc (Weißer Main) que flueix cap al Rin; el Saale saxó i l'Ohře (en alemany: Eger) afluents del riu Elba; i el Fichtelnaab que més tard s'uneix al Waldnaab per a formar el Naab afluent del Danubi. Les ciutats situades a la vora de la serralada inclouen Bayreuth i Hof.
La Ochsenkopf ("Cap de bou") és la segona muntanya més alta amb 1024 m. Hi ha dues telecadires fins al cim, una des de Bischofsgruen al nord i una altra des de Fleckl al sud. La torre Æsir (L' "Asenturm") és una torre al cim que disposa d'un restaurant.

## Turisme
Les Fichtelgebirge atrauen molts turistes. A l'hivern s'hi practica l'esquí alpí i d'altres esports hivernals. A l'estiu s'hi fa ciclisme de muntanya